# カイカムリ
カイカムリ（貝被、学名: Lauridromia dehaani (Rathbun)）は、エビ目カニ下目カイカムリ科に分類されるカニの一種。

## 特徴
甲幅10センチメートルに達し、数センチ程度の小型種が多いカイカムリ科の中では大型種。背面が丸く膨れ上がったような形をしており、第二、第三の歩脚は他のカニ同様歩行に使うが、後ろについている第四、第五脚は短く背中側に位置している。これを使って海綿や貝殻を保持し自分の身を隠すことから貝被＝カイカムリと呼ばれるに至った。また海綿を保持することも多くこの科のカニを英語圏ではsponge crab（海綿ガニ）と呼んでいる。

## 生態
彼らはちょうどいいサイズの海綿を探し、爪でくりぬくなど成形したのち、唯一背中側を向いた第五脚の爪で保持するようにそれを背負い込む。